# Takatsu-ku
Takatsu-ku (高津区?) è uno dei sette quartieri amministrativi della città di Kawasaki, in Giappone.